# Herreruelo (soldado de caballería)
El herreruelo era un tipo de soldado de la antigua caballería alemana, durante los siglos XVI y XVII.

## Definición
Según el tomo I del Diccionario de etimologías de la lengua castellana de 1837, de donde el Real Diccionario de la Lengua Española toma una de las tres entradas de esta voz, es el herreruelo: «Soldado de la antigua caballería alemana, cuyas armas defensivas reducidas a peto, espaldar y una celada con tres crestas que no les cubría el rostro, todas ellas eran de color negro; las ofensivas eran arcabuces de pedernal muy pequeños, venablos y martillos de puntas agudas a manera de hachas de armas, que se llevaban pendientes de los arzones de las sillas».
Habiendo sido extraída dicha definición por el redactor del Diccionario, del Diálogo de la vida del soldado Diego Nuñez de Alba, que sirvió en Alemania en las tropas que el Duque de Alba dirigió en nombre del emperador Carlos V en su lucha contra el duque de Sajonia y otros príncipes protestantes, coaligados en la Liga de Esmalcalda, pudiéndose fecharse entonces dicho uso de la palabra hacia 1546 o 1547, justificando el uso de dicho término para referirse a esa moderna tipología de caballería («que con nueva usanza pelean») bien por los martillos con los que pelean (derivando de la voz herrero) o por el color negro de sus armaduras.

## Orígenes
Los arcabuces de pedernal muy pequeños a los que se refiere el texto no son otra cosa que pistolas. En la década de 1520 las primeras pistolas de rueda permiten que la caballería incorpore las armas de fuego, que hasta aquel momento, activadas por una mecha encendida —llave de mecha— hacía poco práctico, sino imposible, su uso a lomos de un caballo en movimiento. El desarrollo de un nuevo mecanismo de ignición de la pólvora, la llave de pedernal, unas dos décadas más tarde, supuso asimismo un abaratamiento en la producción de dichas armas.
Durante el primer tercio del siglo XVI, la caballería pesada —jinetes equipados con armadura completa a lomos de grandes caballos, cuya maniobra consistía en una carga lanza en ristre— se ve superada por la combinación en la infantería de cuadros formados por arcabuces y picas, que ofrecen protección frente a una carga —erizo de picas— al tiempo que pueden ofender a distancia con el uso de armas de fuego.
La caballería pesada de tipo medieval, se ve relegada al no ser ya decisiva en las batallas. Dado su enorme coste —crianza de enormes caballos específicos para el combate, confección de la armadura, auxiliares necesarios para ayudar al caballero, necesidad de varias monturas— se ve necesario desarrollar un nuevo tipo de caballería, y dado el impacto que tienen las armas de fuego, y aprovechando la creación de la pistola, se dota a unidades de nueva creación de este tipo de arma.

## Armamento

### Armas
Porta este tipo de caballería armas de fuego, así como armas blancas. La dotación habitual consistía en un par de pistolas que se llevaban en sendas fundas a cada lado del arzón de la silla de montar, cerca de la base del cuello de la montura. A veces podía llevar una tercera o cuarta pistola introducida en una de las altas botas de cuero que portaban. 
Llevaban asimismo una espada —al igual que todos los soldados de la época— y podían llevar en numerosas ocasiones hachas, o más comúnmente martillos, similares a las piquetas que usan los montañeros, aunque de mayor tamaño, con una punta afilada que permitía penetrar la armadura del contrario.

### Armadura
Las protecciones de esta caballería evolucionaron de la armadura completa de finales de la Edad Media, disminuyendo el nivel de protección a lo largo de los siglos XVI y XVII, al tiempo que la potencia y el alcance de las armas de fuego aumentaban, haciendo ineficiente (coste relativo) la protección ofrecida. El nivel de protección, obviamente, también variaba en función del poder adquisitivo del soldado o del señor a que sirviera, y también existían variaciones regionales. Las primeras protecciones en desaparecer son las de las piernas, que son sustituidas por altas botas de montar de cuero grueso, aunque las musleras frontales de lamas móviles se mantienen en muchos casos hasta entrado el siglo XVII.
Posteriormente se irían eliminando los brazaletes, codales, hombreras y guantes — aunque se suele mantener el correspondiente al que sostiene las riendas, por ser este blanco de las ofensas del contrario. Al final quedaría el herreruelo equipado comúnmente con un peto y espaldar y un casco — bien con el rostro desprotegido, bien con una visera abatible que lo cubría. Hacia finales del siglo XVII, se asumía que aún las piezas restantes de la armadura que se continuaban llevando —en muchas ocasiones se había eliminado también el espaldar— tan sólo ofrecían protección contra las espadas del enemigo, y en rara ocasión, contra las armas de fuego. La armadura se solía ennegrecer con algún tipo de carbón, o colocándola sobre el fuego y dejando que se formara una capa de hollín que protegiera el metal de la corrosión. 

## Tácticas de combate

### Caracola
La caracola es una técnica basada en el desplazamiento de una formación de caballería organizada en filas y columnas contra el enemigo pistola en mano. Al llegar a una distancia que permitiera el disparo —variando entre los siglos XVI y XVII la efectividad de la pistola entre 10 y 20 metros— la primera fila efectuaba el disparo y viraba para dejar paso a la siguiente fila, que hacía lo propio y marchaba en seguimiento de la primera hasta que todas las filas habían completado la maniobra, se reagrupaban y la volvían a realizar, para posteriormente reagruparse y recargar sus armas. Dado que el alcance de las armas de fuego largas era entre dos y cinco veces superior al de las pistolas, no era una táctica efectiva contra formaciones cerradas de infantería, pero se mantuvo durante décadas. 

### Carga
Se asume que los suecos en la década de 1620 en su lucha contra los polacos, recuperaron para occidente la carga de la caballería, que se hacía espada —o martillo— en mano contra la caballería contraria, reservándose las pistolas para la melé resultante, en la cual podía emplearse a menor distancia, desde una posición más estable, y por lo tanto, ser más efectivo. También hay referencias de esta táctica —se asume que más depurada— por parte de los ingleses en la guerra civil. Igualmente se tiene noticia de lo contrario: efectuar la aproximación al contrario pistola en mano, disparar a distancia y extraer la espada para cargar, pero los movimientos necesarios para ello complicaban notablemente la maniobra.

### Pistola y espada en mano
Aunque la referencia habitual que nos ha quedado, es la de una maniobra —bien la caracola, bien la carga— con una mano ocupada en las riendas, y la otra sosteniendo o la pistola o la espada, hay referencias del uso de ambas armas en mano:

Pueden hacer los pistoletes a las primeras cargas, llevando el uno en la mano derecha y la espada desnuda, colgada de la guarnición del pulgar la mano izquierda que gobierna la rienda, para aprovecharse de ella disparando el primer pistolete y puesto en la funda, si no es bien tirar el otro, que es en la forma que los de este parecer quieren que pelee la caballería y vaya armada a prueba, con lo cual afirman que vienen a mezclarse seguramente con el enemigo y hacerle mayor daño llevando en la mano las espadas.
Teórica y práctica de guerra. Bernardino de Mendoza, 1594

[Una tropa] llevada por un capitán puesto en la frente, y por un lugarteniente puesto en la cola, a pequeño paso, o poco trote, con la pistola y la espada en la mano, cerrando con la otra tropa de los enemigos (…)
Cargos y preceptos militares... Lelio Brancaccio, 1639

## Otras denominaciones: ¿otras tipologías?
Se asume que coracero —cuirassier en francés— puede ser un sinónimo adecuado para herreruelo, aunque en la literatura militar española contemporánea, se solía emplear el término «caballo coraza» referido a coraceros de naciones distintas a la alemana, por ejemplo: «caballos coraza borgoñones».
En Alemania, principal zona de reclutamiento al servicio de España, se les conocía como swartzreiters o jinetes negros, precisamente por la oscuridad de su armadura.
Dentro de la caballería de nación española, algunos autores distinguen herreruelo para referirse a una caballería ligera que o bien sin armadura, o con un mínimo de ella, combatía igualmente pistola en mano.